# Jarome Iginla
Jarome Arthur-Leigh Adekunle Tig Junior Elvis Iginla (ur. 1 lipca 1977 w Edmonton) – kanadyjski hokeista, reprezentant Kanady, trzykrotny olimpijczyk.

## Kariera
- St. Albert Sabres / Raiders (1991-1993)
- Kamloops Blazers (1993-1996)
- Calgary Flames (1996-2004, 2005-2013)
- Pittsburgh Penguins (2013)
- Boston Bruins (2013-2014)
- Colorado Avalanche (2014-2017)
- Los Angeles Kings (2017)

Jego ojciec pochodzi z Nigerii. Po przybyciu do Kanady i zmienił swoje imię z Adekunle (w języku joruba oznaczało Wielkie Drzewo) na Elvis. Jest prawnikiem. Jego matka Susan pochodzi z Oregon. Rodzice Jarome’a rozwiedli się gdy miał rok.
W latach 1993–1995 występował w klubie Kamloops Blazers w rozgrywkach Western Hockey League (WHL) odnosząc z nią sukcesy drużynowe. W drafcie NHL z 1995 został wybrany przez Dallas Stars w 1 rundzie draftu z numerem 11, został jednak oddany przez zespół z Dallas do klubu Calgary Flames. W jego barwach zadebiutował w NHL fazie play-off sezonu NHL (1995/1996). W zespole grał w latach 1996–2013. Od 2003 roku był kapitanem drużyny. W 2004 dotarł wraz z zespołem do finału NHL, jednak w decydującym, siódmym finałowym meczu o Puchar Stanleya zespół Flames przegrał z ekipą Tampa Bay Lightning. Pod koniec marca 2013 został zawodnikiem Pittsburgh Penguins. Od lipca 2013 zawodnik Colorado Avalanche związany roczną umową. W marcu 2017 został zawodnikiem Los Angeles Kings. W barwach tego zespołu dokończył sezon. W lipcu 2018 ogłosił zakończenie kariery zawodniczej.
Uczestniczył w turniejach mistrzostw świata w 1997, na zimowych igrzyskach olimpijskich 2002, 2006, 2010 oraz Pucharu Świata 2004
W 2007 został jednym ze współwłaścicieli klubu Kamloops Blazers.

## Sukcesy

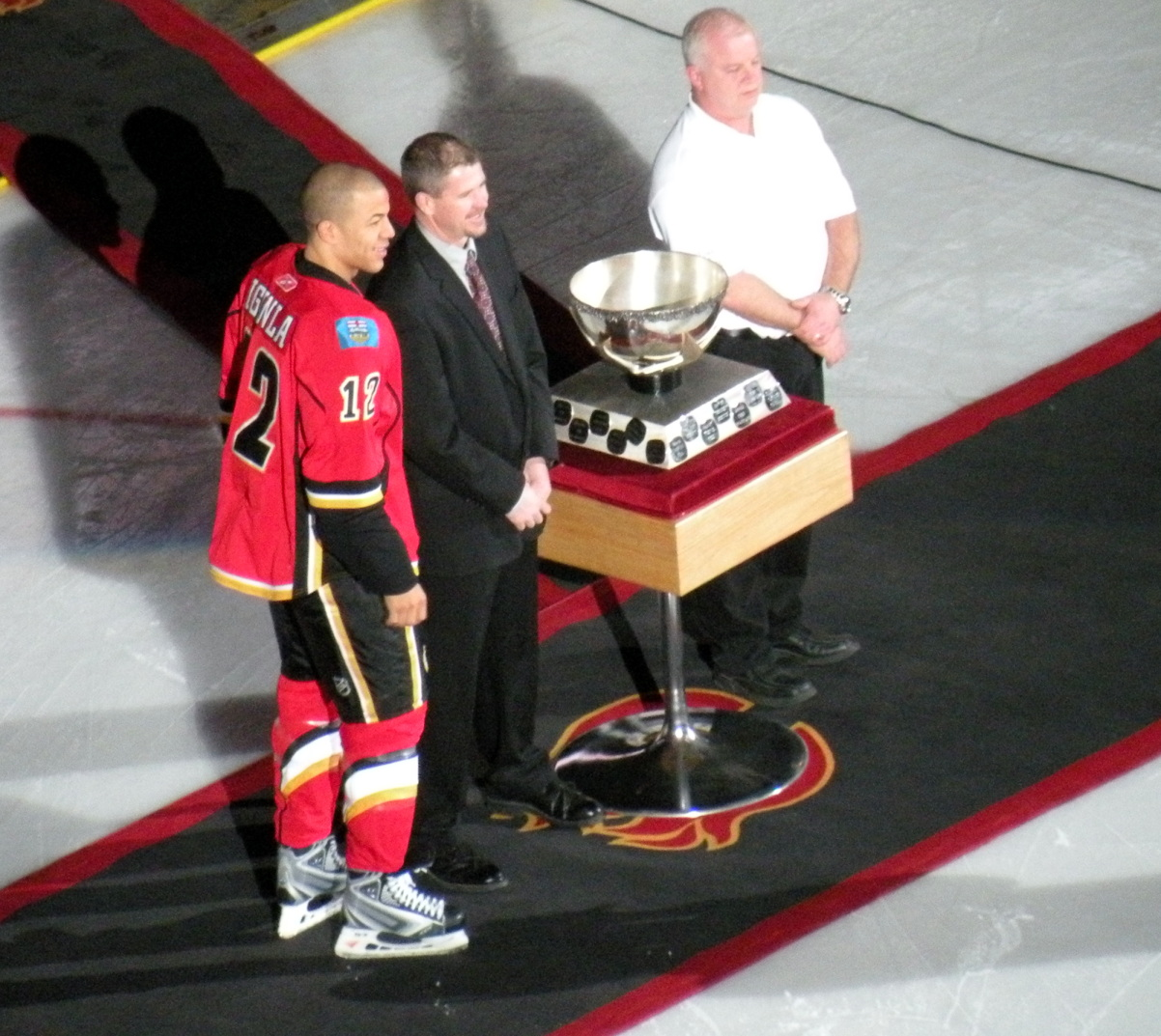
Jarome Iginla wraz z trofeum Molson Cup (2009)

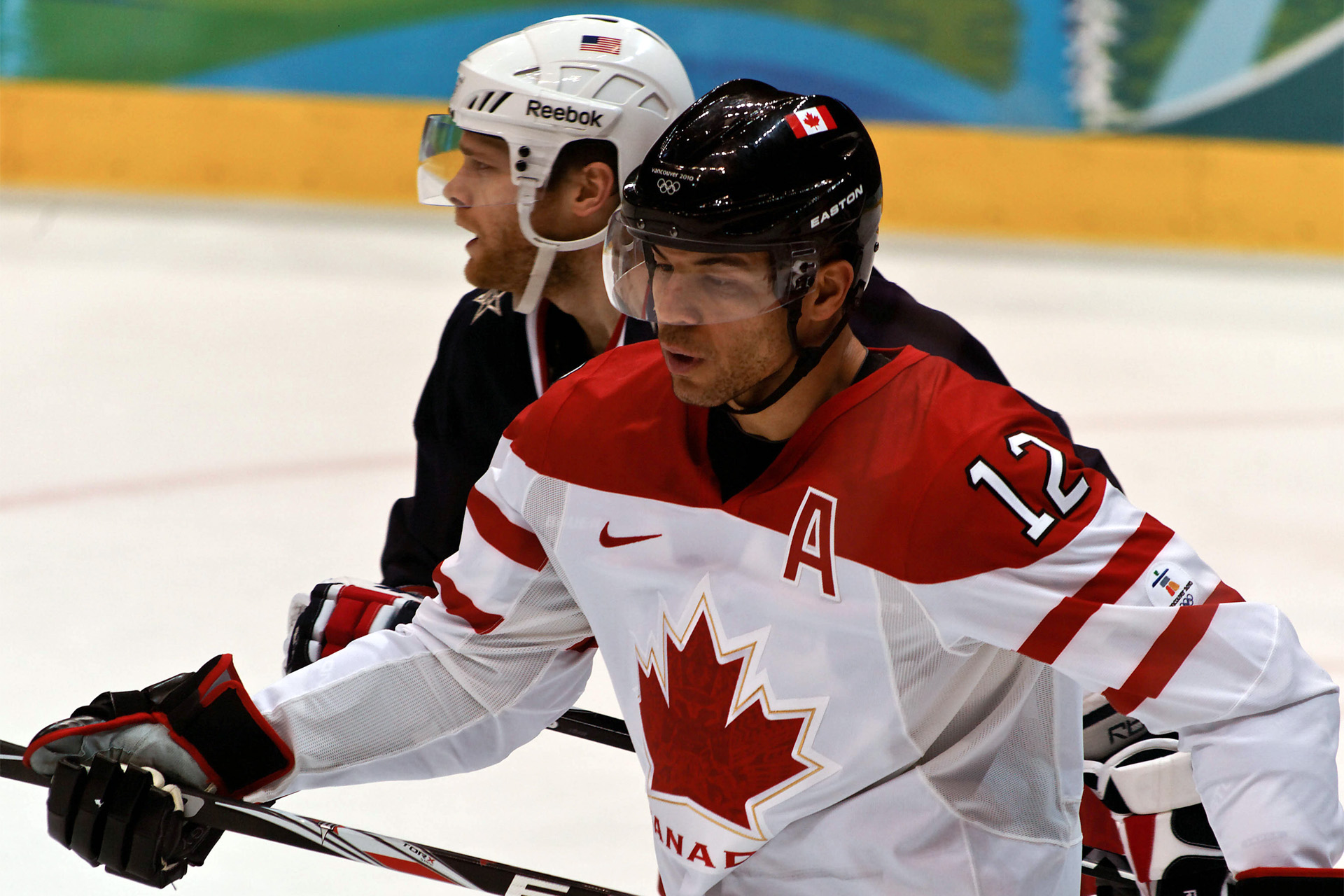
Jarome Iginla podczas ZIO 2010

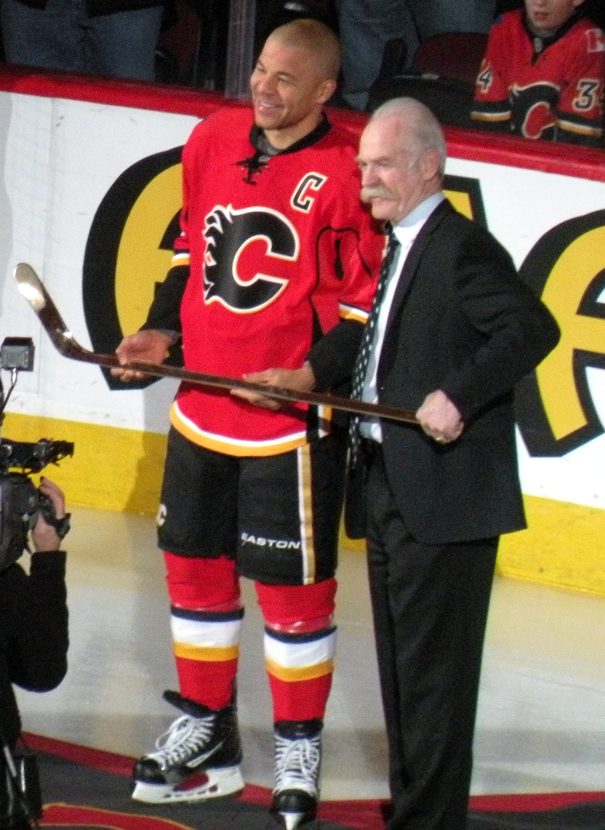
Jarome Iginla podczas wręczenia Złotego Kija za strzelenie 500. gola w lidze NHL (2012)

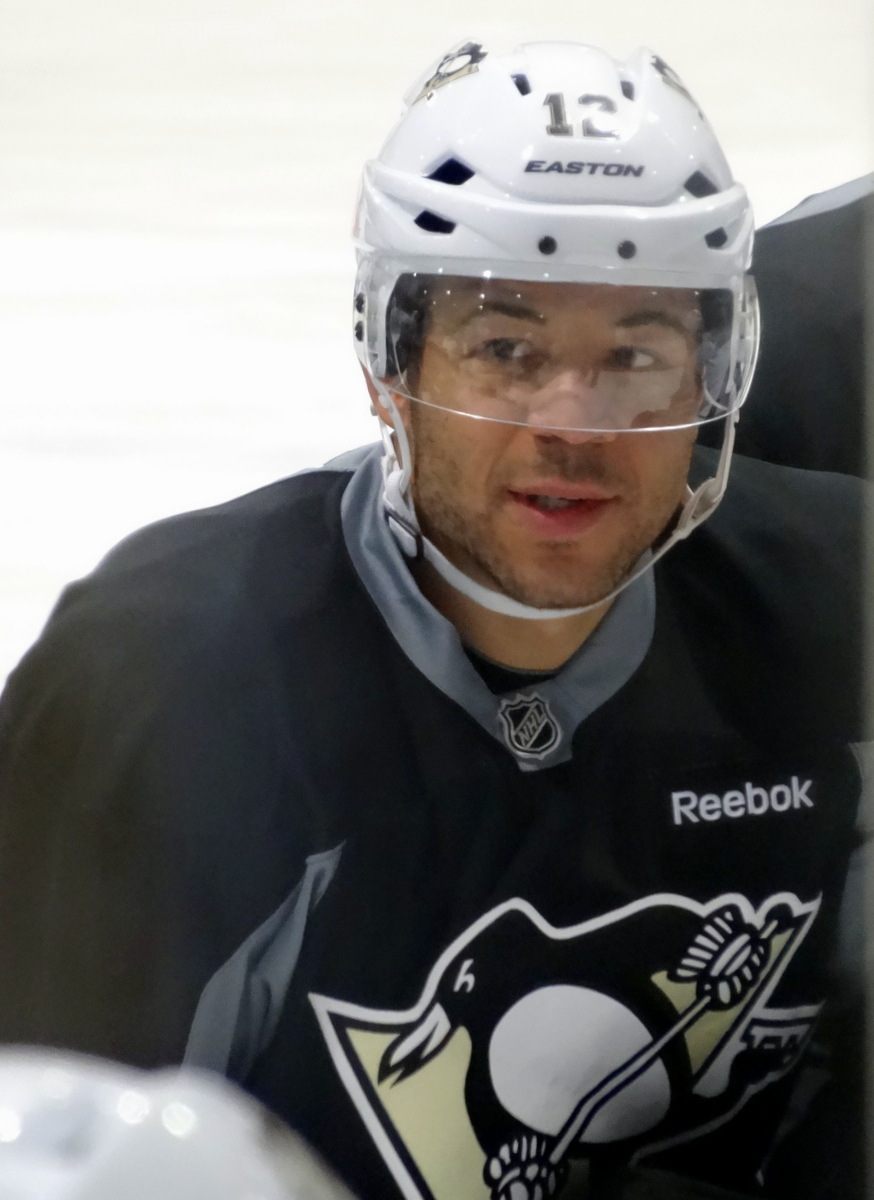
Jarome Iginla w barwach Pittsburgh Penguins (2013)

Reprezentacyjne
- Złoty medal mistrzostw świata juniorów do lat 20: 1996
- Złoty medal igrzysk olimpijskich: 2002, 2010
- Złoty medal mistrzostw świata: 1997
- Złoty medal Puchar Świata: 2004

Klubowe
- Scotty Munro Memorial Trophy: 1994, 1995 z Kamloops Blazers
- Ed Chynoweth Cup – mistrzostwo WHL: 1994, 1995 z Kamloops Blazers
- Memorial Cup – mistrzostwo CHL: 1994, 1995 z Kamloops Blazers
- Mistrzostwo konferencji NHL: 2004 z Calgary Flames, 2013 z Boston Bruins
- Mistrzostwo dywizji NHL: 2006 z Calgary Flames, 2013 z Boston Bruins
- Clarence S. Campbell Bowl: 2004 z Calgary Flames
- Presidents’ Trophy: 2014 z Boston Bruins

Indywidualne
- AMHL 1992/1993:
  - Pierwsze miejsce w klasyfikacji kanadyjskiej
- CHL 1994/1995:
  - George Parsons Trophy
- WHL / CHL 1995/1996:
  - Four Broncos Memorial Trophy
  - Skład gwiazd CHL
- Mistrzostwa świata juniorów do lat 20 w 1996:
  - Skład gwiazd turnieju
  - Najlepszy napastnik turnieju
  - Pierwsze miejsce w klasyfikacji strzelców turnieju: 5 goli
  - Pierwsze miejsce w klasyfikacji kanadyjskiej turnieju: 12 punktów
- NHL (1996/1997):
  - NHL All-Rookie Team
- NHL (2001/2002):
  - NHL All-Star Game
  - Pierwszy skład gwiazd
  - Maurice Richard Trophy – pierwsze miejsce w klasyfikacji strzelców w sezonie zasadniczym: 52 goli
  - Art Ross Memorial Trophy – pierwsze miejsce w klasyfikacji kanadyjskiej w sezonie zasadniczym: 96 punktów
  - Lester B. Pearson Award
- NHL (2002/2003):
  - NHL All-Star Game
- NHL (2003/2004):
  - NHL All-Star Game
  - Maurice Richard Trophy – pierwsze miejsce w klasyfikacji strzelców w sezonie zasadniczym: 41 goli (ex aequo z Ilją Kowalczukiem i Rickiem Nashem)
  - Pierwsze miejsce w klasyfikacji strzelców zwycięskich goli w sezonie zasadniczym: 10 goli
  - Pierwsze miejsce w klasyfikacji strzelców w fazie play-off: 13 goli
  - King Clancy Memorial Trophy
  - NHL Foundation Player Award
  - Drugi skład gwiazd
- NHL (2007/2008):
  - NHL All-Star Game
  - Pierwszy skład gwiazd
- NHL (2008/2009):
  - NHL All-Star Game
  - Pierwszy skład gwiazd
  - Mark Messier Leadership Award
- Hokej na lodzie na Zimowych Igrzyskach Olimpijskich 2010:
  - Pierwsze miejsce w klasyfikacji strzelców turnieju: 5 goli
- NHL (2010/2011):
  - NHL All-Star Game (wybrany, nie wystąpił)
- NHL (2011/2012):
  - NHL All-Star Game
- NHL (2013/2014):
  - Pierwsza gwiazda miesiąca – marzec 2014

Wyróżnienie
- Hockey Hall of Fame: 2020[10]